# 沖田總司
沖田總司（日语：〔〕／ Okita Sōji，1842/1844年—1868年7月19日），本名藤原春政，幼名宗次郎，後改為藤原房良、沖田總司，生於江戶（今日本東京都）白河藩宅，是江戶時代後期的新選組隊士、局長助勤、一番隊組長、劍術指導。

## 出生日期
出生日期有兩個說法，一說生日為1842年（天保13年）, 一說生年為1844年（天保15年）。

## 生涯
沖田生為陸奧國白河藩士沖田勝次郎之長子、有兩個姐姐，分別是大姐沖田光和二姐沖田金。
1845年時父親去世，大姐沖田光與沖田林太郎（本名井上林太郎）結婚後繼承沖田家户主。九歲左右（1851年-1853年其间）成為江戶天然理心流道場──試衛館主人近藤周助的內弟子，同時和日後組織新選組的重要人物近藤勇及土方歲三等人成為同門師兄弟。沖田憑出色的功夫在1861年（時年19歲）拿到免許皆傳，年紀輕輕就成為天然理心流試衛館塾長，被稱為無比的天才劍士。據說塾長在任期間沖田指導劍術的方式相當粗暴。
1863年，沖田加入浪士組前往京都，在浪士組分裂之後和近藤等人留下來組織新選組、之後成為新選組副長助勤。在這個時期，沖田親自參與了新選組局長芹澤鴨、內山彥次郎的暗殺行動。
1864年，沖田活躍於池田屋事件，砍倒數名尊皇攘夷派志士，卻突然在池田屋中因肺結核而晕倒（有各種說法）。在那之後的新選組歷史中，沖田依然相當活躍 。
1865年起，沖田所領導的一番隊總能完善達成重要的任務，據說即使在劍豪雲集的新選組之中，劍技也是數一數二 。
1865年2月，在新選組總長山南敬助的脫逃事件中，沖田被遣去追返，在近江草津將其逮捕。2月23日（1865/3/20）, 山南在沖田協助介錯之下切腹。雖然沖田一直都像對待兄長一樣地仰慕山南，但是在他的家書中關於山南的死卻僅輕輕帶過。
1867年以後，沖田因病情從最前線沉寂下來。鳥羽伏見之戰之時，沖田因無法參戰而被護送至大坂；戰敗之後，他和隊士沿海路回到江戶，在參加甲陽鎮撫隊途中不得已而脫隊（有各種說法）。之後便投靠幕臣松本良順，被藏匿在浅草今户的松本良順家（一說為千驮谷植木屋平五郎家的客舍）。
1868年7月19日（慶應4年5月30日），在江戶藏匿處過世，當時近藤勇已被斬首2個月，他仍未獲知其死訊。同日夜間遗体被送到麻布三丁目（现東京都港區）的専称寺悄悄埋葬了。専称寺自寬永年間起就是冲田家的菩提寺（沖田家家族墓地）。

## 人物
傳說中，佐久間象山的兒子三浦啟之助被某個隊士侮辱了，後來土方和沖田正在下棋時，不遠處三浦從背後砍了那個隊士，沖田怒不可遏大喊「你這個渾蛋」，扯起三浦的後領，把他的頭強押在榻榻米上來回拖行，三浦的鼻子於是被磨得赤紅，沖田並不是因為同伴被攻擊而暴怒，而是憤怒於三浦從背後攻擊他人的那種膽小而不光明的行徑。
據說在臨死之際，沖田欲斬殺出現在植木屋庭院的黑貓，但無論試了幾次都失敗了。痛感己身衰微的沖田於是嘆道：「啊啊，斬不動了。老婆婆（照護沖田的老太太），我已經斬不動了。」（但是，有人認為這是子母澤寬的個人創作）
也有人傳說，沖田一直到死之前仍然不斷地擔心問道「近藤老師不知道被如何處置了？還沒有消息嗎？」。因爲關於近藤的死，身旁的人皆被嚴厲告知保密，因此沖田才會在不知道近藤已死的情況下逝世。
據說在這之前，甲陽鎮撫隊出戰之際，近藤前去探視沖田時，只有在這個時候，素來相當開朗的沖田不禁泣不成聲。

## 劍技
沖田有名的招術是「三段突刺」，突刺為劍道中，刺向對手喉嚨的招術。由左八相的架式開始，只聽到一次腳步聲，但是在那之間連出三招突刺，以迅雷不急掩耳的速度，在對手意識到中了一招突刺的瞬間，攻擊早已結束（由於在那之後沒有人了解此招，因此真相仍然不明）。
但是和那樣的劍南轅北轍地，沖田這個人是一個言談幽默、笑口常開的人，也常和屯所附近的小孩子們玩，因此作家司馬遼太郎要執筆寫作以新選組為題材的作品時，還請教了小時候曾和沖田一起玩的老婆婆。
有關沖田的劍術，也有來自新選組內部以外的聲音。文久2年（1862年）新選組結成前, 小島鹿之助在「小島日記」中記述道：「以這個人的劍術，晚年必成臻完善境地之人」；對於新選組處批判態度的西村兼人在「壬生浪士始末記」中道：「他是近藤關愛有加的部下，同時也是隊中第一流的劍客。」而且，和新選組敵對的阿部十郎也在「史談會速記錄」說：「沖田總司，他啊，身為近藤（門中）的一弟子，還挺不錯的。」、「沖田總司、大石鍬次郎這些年輕人，不過是稍具才能，劍術之類倒使得不錯。」、「大石鍬次郎、沖田總司、井上這些人，不分是非對錯，不計後果地斬殺人。」等等，能特別看見站在敵對立場的劍客筆鋒所帶的挑釁感。另外，千葉彌一郎（新選組的前身新徵組隊士，沖田姐夫林太郎的同僚）說道：「在我們看來，他充其量是目錄（低段位）左右的實力。」這是對其唯一否定的見解。

## 武器
在小說中，沖田總司持有的刀是被稱為「菊一文字則宗」。根據子母澤寬等人的作品「沖田的刀是『菊一文字細身造』」，而在後來司馬遼太郎的著作「新選組血風錄」中，這樣的觀念被普及。但是則宗打造的刀對慣用日本刀的當時來說是相當貴重的古刀。無論是以經濟觀點或實戰必要性的觀點來看，沖田持有此刀的可能性都是微乎其微。
因此在研究者之間首先這樣的說法就不被採用。現在一般認為沖田實際持有的一把刀是「加州金沢住長兵衛藤原清光」。又或者，也有人推是則宗以外的人打造的紋有「菊間一」的幾把刀之中的一把。無論是哪種，和其他隊士一樣在京中交換過幾次刀的可能性也很高。
已經被確認的沖田總司所持有的刀為加州清光與大和守安定。

## 美少年
自作家司馬遼太郎的作品以後，沖田在小說、影劇等的構築世界中頻繁地被賦予美少年的形象。有關沖田的容貌，現在殘存的沖田的肖像畫，是在昭和４年，以沖田家的人為基準繪製。根據八木家的人或與新選組有關的人所言，並沒有「美少年」這樣的概念。據載，沖田「臉平色黑」、「肩膀強健」、「駝背」、「高大」。（在「交給龍馬！」、「月明星稀──再見新選組」中正是使用類似這樣的說法）在這樣的記述下呈現的形象，也對美少年的說法抱存疑義。
沖田是美少年這樣的印象，是因為他有著劍術高超，但卻不幸肺癆早逝這樣富含戲劇性的生涯，再加上演出這樣戲劇性一生時的需要，於是由司馬遼太郎的「燃燒吧劍」為首，承繼著這種趨向的「幕末純情傳」等等許多的作品中定位了「劍術超乎常人地強，有著開朗的性格，但在另一方面，卻是病弱蒼白的美少年。」這樣深植一般人心中的印象誤解。
在1974年上映的電影「沖田總司」（東寶）由草刈正雄演出主角沖田總司，至此奠定了沖田為「美男子」的形象, 之前沖田並沒有特別被定義為美男子。還有人認為，多數的電影等影像媒體中總是讓年輕美男子飾演沖田的角色的影響也不容小覷。有關沖田的肖像，1977年出版的「激錄新撰組」（原康史著　東京體育新聞社刊）表紙刊載了宣稱是沖田的照片。書中收錄了許多宣稱是新選組隊士的年輕武士照片，照片中也能看見和沖田同年代武士的姿態，研究者中有不少是抱存疑慮的。現普遍認為沒有沖田的真實照片或肖像 。

## 戀愛
在創作世界中的沖田，自司馬遼太郎的小說以後，一般都被刻畫成純情的青年。因此幾乎都是被描寫成和鎮上醫生的女兒心靈間純純的愛戀。實際上沖田身邊並沒有花街柳巷女性走動，近藤或土方等人則否。不過在壬生光緣寺的冥帳中有寫著「沖田氏親」的女性紀錄，有人認為是沖田的戀人。根據研究，這位女性是一位名叫石井秩的寡婦，有一個女兒。雖然有人說沖田和這名女性在一起的期間生下一女，但缺乏證據。而且，在新選組中還有一個姓沖田的隊士「沖田承之進」（慶應元年4月、土方等人在江戶募集的隊士之一），有人認為冥帳中的「沖田氏」其實是他。

## 發病時期
提到沖田總司，在創作作品中描述他在池田屋的戰鬥中激烈地咳血、倒下已經可以說是理所當然。但是現在上述的說法在研究者之間並不被採信。因為明確記錄沖田曾咳血的是子母澤寬的「新選組始末記」，但沖田在事後仍加入追捕長州殘黨（也就是七月十三日的明保野亭事件，而池田屋事件發生在七月八日），翌月的禁門之變仍有沖田和近藤、土方、武田、永倉共同出動的紀錄（西村兼文的「甲子戰爭記」），如果病情已進展到咳血的程度，實在無法想像還能勉強硬撐出動。
一方面，慶應2年（1866年）左右，幕府御醫松本良順在為新選組集體檢查診斷之際，記下了「有一名肺結核患者」，有一說認為這就是沖田總司。小島鹿之助的「兩雄實錄」寫道，慶應3年2月（1867/3）左右沖田罹病，周圍的人都能察覺其明顯的發病。而且在小島鹿之助給近藤的信中還能看到他對沖田身體異常的關心。西村兼文的「壬生浪士始末記」中則說其在將屯所移轉至不動堂村的9月左右患了大病。自此，一般認為沖田難以承受戰鬥，陷入病重狀態的是在慶應3年秋冬左右。而且，有人認為以「新選組始末記」為首，成為池田屋咳血、昏倒場面的由來是永倉新八的「新選組顛末記」，但是在那本書中沒有「吐血」、「咳血」的字眼，取而代之的是沖田昏倒的記載。這被認為是由於在初夏悶熱異常的高溫之下戰鬥而引起的暫時性中暑症狀等，至少是對近藤、永倉等周圍的人來說肺方面不會感覺異常的狀態之下。

## 登場作品
歷史書
- 新選組始末記（角川書店、子母澤寬著）
- 幕末英傑-新選組（紅出版、倫世豪著）

小說
- 新選組血風錄（中央公論新社、司馬遼太郎著）
- 燃劍（文藝春秋、司馬遼太郎著）
- 壬生義士傳（文藝春秋、淺田次郎著）
- 唯獨總司（日语：総司はひとり）（青樹社、戶部新十郎（日语：戸部新十郎）著）
- 夢幻戰記（角川春樹事務所、栗本薰著）
- 沖田總司（新人物往来社、大內美予子（日语：大内美予子）著）
- 黑貓 沖田總司之死線（朝日新聞、中場利一（日语：中場利一）著）
- 劍士燃盡而死 凡人・沖田總司（新潮社、笹澤左保著）
- 沖田總司：血紅的六月薔薇（学陽書房、三好徹著）
- 沖田總司：壬生狼（德間書店、鳥羽亮（日语：鳥羽亮）著）

影視劇
- 維新之曲（日语：維新の曲）（1942年、大映、演：南條新太郎）
- 新撰組（1952年、東映、演：原健策）
- 近藤勇 池田屋騷動（1953年、新東宝、演：德大寺伸（日语：徳大寺伸））
- 新選組鬼隊長（1954年、東映、演：中村錦之助（日语：萬屋錦之介））
- 新選組（1958年、東映、演：片岡榮二郎（日语：片岡栄二郎））
- 劍豪秘傳（1960年、NET、演：岩井半四郎（日语：岩井半四郎 (10代目)））
- 壯烈新選組 幕末動亂（日语：壮烈新選組 幕末の動乱）（1960年、東映、演：若山富三郎）
- 新選組始末記（日语：新選組始末記#テレビドラマ（1961年））（1961年、TBS、演：明智十三郎）
- 新選組血風錄 近藤勇（1963年、東映、演：品川隆二）
- 新選組始末記（1963年、大映、演：松本錦四郎）
- 幕末残酷物語（1964年、東映、演：河原崎長一郎）
- 風雲兒半次郎（日语：風雲児半次郎）（1964年、MBS、演：水原弘）
- 新選組血風錄（日语：新選組血風録 (テレビドラマ)#1965年版）（1965年、NET、演：島田順司）
- 燃劍（日语：燃えよ剣#映画1966年版）（1966年、松竹、演：石倉英彦）
- 燃劍（日语：燃えよ剣#1966年版）（1966年、TX、演：杉良太郎）
- 三姊妹（日语：三姉妹）（1967年、NHK大河劇、演：三鬼濁）
- 日本劍客傳（日语：日本剣客伝）（1968年、NET、演：梅宮辰夫）
- 龍馬來了（1968年、NHK大河劇、演：蜷川幸雄）
- 鞍馬天狗（日语：鞍馬天狗 (1969年のテレビドラマ)）（1969年、NHK、演：瀧俊介（日语：溝口舜亮））
- 新選組（1969年、東宝、演：北大路欣也）
- 怪談：新選組 飛濺詛咒之血（日语：怪談 (1972年のテレビドラマ)）（1972年、MBS、演：松橋登）
- 新選組（1973年、CX、演：有川博）
- 幕末群英傳（1974年、松竹、演：西鄉輝彥）
- 沖田總司（1974年、東宝、演：草刈正雄）
- 勝海舟（日语：勝海舟 (NHK大河ドラマ)）（1974年、NHK大河劇、演：久世龍之介）
- 鞍馬天狗（日语：鞍馬天狗 (1974年のテレビドラマ)）（1974年、NTV、演：古谷一行）
- 花神（日语：花神 (NHK大河ドラマ)）（1977年、NHK大河劇、演：森田順平）
- 幕末未来人（日语：幕末未来人）（1977年、NHK、演：市山登（日语：市山貴章））
- 浮浪雲（日语：浮浪雲#テレビドラマ）（1978年、ANB、演：三浦洋一（日语：三浦洋一 (俳優)））
- 俺們的明日（1980年、NTV、演：沖雅也）
- 燃燒生命（日语：いのち燃ゆ）（1981年、NHK、演：宮本宗明）
- 鞍馬天狗（1981年、TBS、演：羽賀健二（日语：羽賀研二））
- 宛如炎光（日语：炎のごとく）（1981年、東寶、演：琢磨一生）
- 沖田總司 華麗的暗殺者（1982年、CX、演：鄉裕美）
- 龍馬來了（日语：竜馬がゆく#1982年版）（1982年、TX、演：加納龍（日语：加納竜））
- 壬生戀歌（日语：壬生の恋歌）（1983年、NHK、演：利倉亮）
- 燃花迸散：炎之劍士 沖田總司（1984年、NTV、演：田原俊彦）
- 白虎隊（日语：白虎隊 (1986年のテレビドラマ)）（1986年、NTV、演：中川勝彥）
- 高爾夫黎明之前（日语：ゴルフ夜明け前）（1987年、東寶、演：橋爪淳）
- 新選組（1987年、ANB、演：東山紀之）
- 燃劍（日语：燃えよ剣#1990年版）（1990年、TX、演：辻輝猛）
- 幕末純情傳（日语：幕末純情伝）（1991年、松竹、演：牧瀨里穗（日语：牧瀬里穂））
- 新選組：池田屋血鬥（1992年、TBS、演：野村宏伸）
- 太陽照常昇起（1996年、CX、演：大澤隆夫）
- 拜託龍馬了！（日语：竜馬におまかせ!）（1996年、NTV、演：梶原善）
- 新選組血風錄（日语：新選組血風録 (テレビドラマ)#1998年版）（1998年、ANB、演：中村俊介）
- 德川慶喜（1998年、NHK大河劇、演：小澤征悅）
- 御法度（1999年、松竹、演：武田真治）
- 鞍馬天狗（2001年、CX、演：大森貴人）
- 壬生義士傳 新選組最強的男人（日语：壬生義士伝#テレビドラマ）（2002年、TX、演：金子賢）
- 壬生義士傳（日语：壬生義士伝#映画）（2003年、松竹、演：堺雅人）
- IZO（2004年、Teamokuyama、演：及川光博）
- 新選組！（2004年、NHK大河劇、演：藤原龍也）
- 輪違屋糸里〜女子們的新選組〜（日语：輪違屋糸里#テレビドラマ）（2007年、TBS、演：丸山隆平）
- 龍馬傳（2010年、NHK大河劇、演：栩原樂人（日语：栩原楽人））
- 新選組血風錄（日语：新選組血風録 (テレビドラマ)#2011年版）（2011年、NHK-BS、演：辻本祐樹）
- 仁者俠醫（2011年、TBS、演：石部雅紀）
- 白虎隊：不敗的人們（日语：白虎隊〜敗れざる者たち）（2013年、TX、演：平間壯一（日语：平間壮一））
- 八重之櫻（2013年、NHK大河劇、演：鈴木信二）
- 花燃（2015年、NHK大河劇、演：賀來賢人）
- 花嵐劍士：生於幕末的女劍士・中澤琴（2017年、NHK-BS、演：大橋典之）
- 燃劍（日语：燃えよ剣#2020年版）（2020年、東寶、演：山田涼介）
- 神劍闖江湖 最終章 The Beginning（2021年、華納兄弟、演：村上虹郎）
- 幕末相棒傳（日语：相棒_(五十嵐貴久の小説)#テレビドラマ）（2022年、NHK、演：白洲迅）

動漫畫
- 銀魂（集英社、空知英秋作）
- 茜色之風：新撰組血風記錄（日语：あかね色の風 -新撰組血風記録-）（集英社、車田正美作）
- 炸彈！〜幕末男子〜（日语：ばくだん!〜幕末男子〜）（講談社、加瀨敦（日语：加瀬あつし）作）
- 陸奧圓明流外傳 修羅之刻 風雲幕末編（講談社、川原正敏（日语：川原正敏）作）
- 風光（日语：風光る (渡辺多恵子の漫画)）（小學館、渡邊多惠子作）
- 月明星稀：再會新選組（日语：月明星稀 - さよなら新選組）（小學館、盛田賢司（日语：盛田賢司）作）
- PEACE MAKER鐵（艾尼克斯、黑乃奈奈繪作）
- 新選組刃義抄：ASAGI（日语：新選組刃義抄 アサギ）（艾尼克斯、山村龍也（日语：山村竜也）作・蜷川八重子（日语：蜷川ヤエコ）畫）
- 北走新選組（白泉社、菅野文作）
- Chiruran：新撰組鎮魂歌（日语：ちるらん 新撰組鎮魂歌）（Coamix、梅村真也作・橋本英治（日语：橋本エイジ）畫）
- 錯過星星的男人（日语：星をつかみそこねる男）（青林堂、水木茂作）
- 貓貓新撰組（日语：ぬこぬこ新撰組）（德間書店、耳式作）
- 薄櫻鬼 ～新選組奇譚～
- 仁者俠醫（村上紀香作）
- 刀劍亂舞 -花丸-
- 閃電十一人GO-時空之石
- Fate/琥珀ACE 帝都聖杯奇譚
- Fate/Grand Order
- 浪客劍心
- 幕末Rock
- 終末的女武神
- 名偵探柯南：100萬美元的五稜星
- 青之壬生浪（講談社、安田剛士作）

遊戲
- 人中之龍 維新！ (2014年、由真島吾朗飾演，配音:宇垣秀成)

## 外部連結
- 新選組SHINSENGUMI 網頁 （页面存档备份，存于）

1. ↑  倫世豪‧《幕末英傑-新選組》‧紅出版‧2020‧第101頁。
2. 1 2  倫世豪‧《幕末英傑-新選組》‧紅出版‧2020‧第98頁。